# Pedicularis steiningeri
Pedicularis steiningeri là loài thực vật có hoa thuộc họ Cỏ chổi. Loài này được Bonati mô tả khoa học đầu tiên năm 1908.